# Культура Нигера
Культура Нигера отличается разнообразием, что вызвано объединением разнородных племён в единую территориальную общность при французском колониализме. Нигер был создан на четырёх культурных областях доколониальной эпохи: Джерма, Канури, Хауса и Туарегов.

## Религия
В религии доминирующим является Ислам, распространившийся в Северной Африке с X в. н. э.

## Спорт
Традиционными видами спорта в Нигере являются скачки на лошадях и верблюдах и борьба сорро. В городах пользуется большой популярностью футбол. Нигер регулярно участвует в Олимпийских играх, а на Летних Олимпийских играх 1972 года в Мюнхене Нигерийский боксёр Иссака Даборе завоевал бронзовую медаль.